# Луций Марций Филипп (консул 56 года до н. э.)
Лу́ций Ма́рций Фили́пп (лат. Lucius Marcius Philippus; родился около 102 года до н. э. — умер после 43 года до н. э.) — древнеримский политический деятель из плебейского рода Марциев, консул 56 года до н. э., отчим будущего императора Октавиана Августа.

## Происхождение
Луций Марций принадлежал к знатному плебейскому роду Марциев, представители которого начали занимать высшие должности сразу после допуска плебеев к консулату. Предком Марциев считался один из римских царей Анк Марций, который, в свою очередь, по матери был внуком Нумы Помпилия. Некоторые античные генеалоги пытались вести происхождение этого семейства от одного из сыновей Нумы и настаивали на его связи с богом войны Марсом.
Первым носителем когномена «Филипп» стал Квинт Марций, консул 281 года до н. э. Источники связывают происхождение этого когномена с именем царя Македонии (по-видимому, ошибочно). Луций Марций был сыном консула 91 года до н. э. того же имени, известного врага Марка Ливия Друза, а по женской линии — потомком патрициев Клавдиев. Старшим единоутробным братом Луция был некий Геллий Публикола, приверженец Клодия; его бранит Цицерон («За Сестия», 110—111).

## Биография
Рождение Луция Марция исследователи датируют, исходя из хронологии его карьеры и требований Корнелиева закона, приблизительно 102 годом до н. э. Известно, что Филипп рано женился (его сын родился около 80 года до н. э.), а политическую карьеру начал примерно в конце 70-х годов до н. э. В 62 году он занимал должность претора, причём в числе его коллег был Гай Юлий Цезарь; по истечении преторского года Луций Марций получил в управление недавно образованную провинцию Сирия, где оставался два года.
Вскоре после возвращения в Рим, в 58 или 57 году до н. э., Филипп женился во второй раз, и этот брак имел для него большие последствия, хотя и остался бездетным. Его женой стала Атия, племянница Гая Юлия Цезаря. Последний к тому времени был одним из самых влиятельных политиков Рима: он заключил союз с Гнеем Помпеем Великим и Марком Лицинием Крассом, его армия начала завоевание Галлии. Сын Филиппа женился на ещё одной племяннице Цезаря, а пасынок Луция Гай Октавий (впоследствии Октавиан Август), родившийся в 63 году до н. э., со временем начал рассматриваться как наследник Гая Юлия. Всё это сделало союз Филиппа и Цезаря ещё более прочным. 
В 56 году до н. э. Луций Марций стал консулом совместно с ещё одним плебеем, Гнеем Корнелием Лентулом Марцеллином. Ещё до вступления в должность он поддержал в сенате предложение разрешить Марку Туллию Цицерону, недавно вернувшемуся из изгнания, восстановить свой дом на Палатине. В целом во время консулата Филипп был не более чем исполнителем воли Цезаря, Помпея и Красса, именно тогда обновивших свой союз в Лукке; в источниках он упоминается как консул только изредка.
В 54 году до н. э. Луций Марций был в числе девяти консуляров, которые просили суд о снисхождении к Марку Эмилию Скавру, обвинённому в нарушениях выборного законодательства. В январе 49 года до н. э., когда сенатское большинство и заключивший с ним союз Гней Помпей Великий решили начать войну против Цезаря, Филиппа как друга последнего отстранили от участия в жеребьёвке, с помощью которой распределялись наместничества в провинциях. Многие сенаторы вслед за Помпеем уехали на Балканы, а Луций Марций остановился в Неаполе и позже добился от Цезаря разрешения не участвовать в гражданской войне и в политической жизни вообще.
После гибели Цезаря Луций Марций советовал своему пасынку Гаю Октавию отказаться от завещанных ему имени и имущества диктатора (44 год до н. э.). Тот сначала был готов последовать совету отчима, но позже всё-таки передумал; сообщения об этом в сохранившихся источниках восходят к автобиографии Августа. Когда в сенате обсуждались разные почести в честь новоявленного сына Цезаря, Филипп предложил поставить ему статую на форуме.
В начале 43 года до н. э. Луций Марций вошёл в состав посольства, направленного к цезарианцу Марку Антонию. Последний претендовал на провинцию Цизальпийская Галлия, которой управлял один из убийц Цезаря Децим Юний Брут Альбин; сенат направил к Антонию Филиппа, Сервия Сульпиция Руфа и Луция Кальпурния Пизона Цезонина, чтобы предотвратить новую гражданскую войну). Миссия закончилась неудачей, так как Антоний не отказался от претензий на Цизальпийскую Галлию. После этого Луций Марций ещё дважды упоминается в источниках, датированных летом 43 года до н. э. Предположительно вскоре он умер.

## Семья
От первого брака с неизвестной у Луция Марция был сын того же имени (консул-суффект 38 года до н. э.) и дочь, ставшая женой Марка Порция Катона. Руку Марции попросил у её мужа Квинт Гортензий Гортал, и тот с одобрения тестя устроил этот брак; овдовев, Марция вернулась к Катону.
Второй брак Луция Марция, с Атией, остался бездетным. Известно, что сын Луция женился на сестре своей мачехи и стал, таким образом, свояком собственного отца. Его дочь вышла за Павла Фабия Максима (консула 11 года до н. э.), а внучка — за Секста Аппулея (консула 14 года н. э.).